# مقياس الاستقطابية

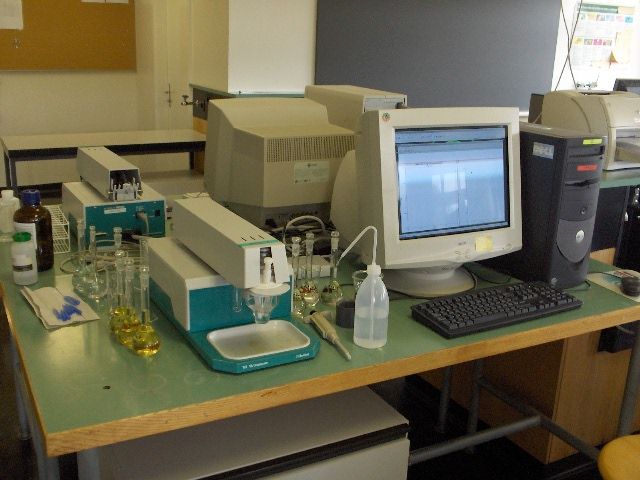
مقياس الاستقطابية على اليسار

مقياس الاستقطابية أو البولاروغراف هو أداة تحليل كيميائية تستخدم لتسجيل منحنيات شدة مقابل الجهد أوتوماتيكي.
يستخدم مقياس الاستقطابية خلية تحليل كهربائي تتكون من قطب أو مسرى مكروي ذو مساحة صغيرة ويسمى قطب قطرة الزئبق المتساقطة أو قطب الزئبق المتقاطر، وهو عبارة عن انبوب شعري دقيق جدا يتدفق الزئبق من خلاله ببطء، هذه التدفقات تأتي في شكل قطرات صغيرة، والتي تسقط على سطح القطب الآخر.
عندما يطبق المرء جهدًا متغيرًا في هذه الخلية، تظل مساحة القطب الكبيرة دون تغيير، بينما يخضع القطب الميكروي لتغيير الجهد (أي مستقطب).
يحتوي مقياس الاستقطابية أيضًا على مقياس جهد مقترن بمحرك يحرك ورقة التسجيل عند التغير المنتظم للجهد، و المقياس الغلفاني لقياس شدة التيار الكهربائي، حيث تنتقل استجابته إلى المشغل الذي يحرك إبرة المسجل. التقنية المستخدمة تسمى علم الاستقطاب . مخترع الجهاز هو الكيميائي التشيكي الحائز على جائزة نوبل ياروسلاف هيروفسكي .